# Liste der Einträge im National Register of Historic Places im Adams County (Iowa)

Lage des Adams County in Iowa

Die Liste der Einträge im National Register of Historic Places im Adams County in Iowa führt die Bauwerke und historischen Stätten im Adams County auf, die in das National Register of Historic Places aufgenommen wurden.

## Legende
| NRHP | Historic Place    |
| HD   | Historic District |

## Aktuelle Einträge
| [ 2 ] | Name                                 | Bild                                 | Eintragsdatum        | Lage | Ort     | Beschreibung                                                                                          |
| ----- | ------------------------------------ | ------------------------------------ | -------------------- | --- | ------- | --- |
| 1     | Adams County Jail                    | weitere Bilder                       | 1991 ID-Nr. 91000119 | 1000 Benton Avenue 40° 59′ 32″ N, 94° 44′ 4″ W                                                          | Corning | Im Jahr 1900 im Stil des Greek Revival errichtetes Bezirksgefängnis; heute Museum                     |
| 2     | Corning Commercial Historic District | Corning Commercial Historic District | 2012 ID-Nr. 12000318 | 513-824 Davis Avenue, 701-829 Benton Avenue und angrenzende Querstraßen 40° 59′ 20,6″ N, 94° 44′ 5,3″ W | Corning | Mehrere Geschäftshäuser im Stadtzentrum aus der Zeit der Jahrhundertwende vom 19. zum 20. Jahrhundert |
| 3     | Corning Opera House                  |                                      | 1993 ID-Nr. 93000954 | 800 Davis Avenue 40° 59′ 25″ N, 94° 44′ 1″ W                                                            | Corning | 1902 im Italianate-Stil errichtetes Theater                                                           |
| 4     | Noah Odell House                     | weitere Bilder                       | 2000 ID-Nr. 00000917 | 1245 240th Street 40° 57′ 35″ N, 94° 50′ 45″ W                                                          | Nodaway | 1858 errichtetes Wohnhaus                                                                             |
| 5     | Snider Bridge                        | weitere Bilder                       | 1998 ID-Nr. 98000774 | 220th Street 40° 59′ 28″ N, 94° 36′ 38″ W                                                               | Corning | 1885 errichtete Fachwerkbrücke                                                                        |